# Gorodichtchenskoïe
Le Gorodichtenskoïe (en russe : Городи́щенское, littéralement « [lac] du Gorodichtché ») est un lac du nord-ouest de la Russie, dans le raïon de Petchory de l'oblast de Pskov. Le lac doit son nom au mot russe Gorodichtché signifiant, « colline fortifiée », la colline sur la rive orientale ayant été une colline fortifiée par le passé. Aujourd'hui, le village est bordé au sud par le hameau d'Izborsk, une des plus anciennes localités de Russie.

## Géographie

### Situation administrative
D'un point de vue administratif, le Gorodichtenskoïe est un lac situé dans le raïon de Petchory, un raïon dans l'ouest de l'oblast de Pskov. L'oblast se situe à la frontière avec l'Estonie, et il fait partie du district fédéral du Nord-Ouest, en Russie européenne. Sur la rive sud du lac se trouve le hameau d'Izborsk, une des plus anciennes localités de Russie, mentionnée dès 862,.

### Caractéristiques
Géographiquement, le lac se trouve dans la vallée d'Izborsk-Maly, une vallée peu profonde d'origine glaciaire. Le lac est alimenté par la rivière Smolka, qui est aussi son émissaire. Après avoir rejoint le lac Malskoïe en aval, la Smolka devient l'Obdekh, un affluent du lac de Pskov (ou de Pihkva, lui-même partie du système hydrologique du Narva.
Le lac lui-même mesure 550 mètres de long pour 250 mètres de large, avec une superficie totale de 12 hectares et un littoral long de 1,4 km. Sa profondeur moyenne est de 2,1 mètres, la maximale est de 5,75 mètres. Le lac ne possède aucune île.
Le Gorodichtenskoïe possède des berges abruptes ou basses selon les endroits, et le fond est vaseux. Les pentes les plus importantes sont du côté sud  avec la montagne Jerarieva (haut de 30 m par rapport au lac, où se trouve la forteresse), ainsi que la colline à l'ouest se trouvaient la colline fortifiée de Trouvorovo et le village d'Izborsk. Sur les rives, il y a des zones de sables avec de l'argile, des galets, du tremblant tourbeux et de la tourbe. Le long de la rive se trouvent des exutoires de sources karstiques, dont les sources de Sloven, nommées d'après le fondateur d'Izborsk,.
Au bord du lac se trouve l'église Saint-Nicolas qui offre un panorama sur le lac.

## Biodiversité
Plusieurs espèces de poissons se trouvent dans le lac, parmi lesquels l'able de Heckel, le brochet, l'épinochette, le gardon, la perche, le rotengle, la grémille, le carassin commun, la loche, le goujon, et il y a, plus rarement, des écrevisses. Les berges du lac sont couvertes de carex, de roseaux et de sagitaires.
La zone aquatique est un refuge pour de nombreux oiseaux aquatiques, notamment les cygnes blancs et noirs,.

## Galerie

Vues du lac (sélection) :
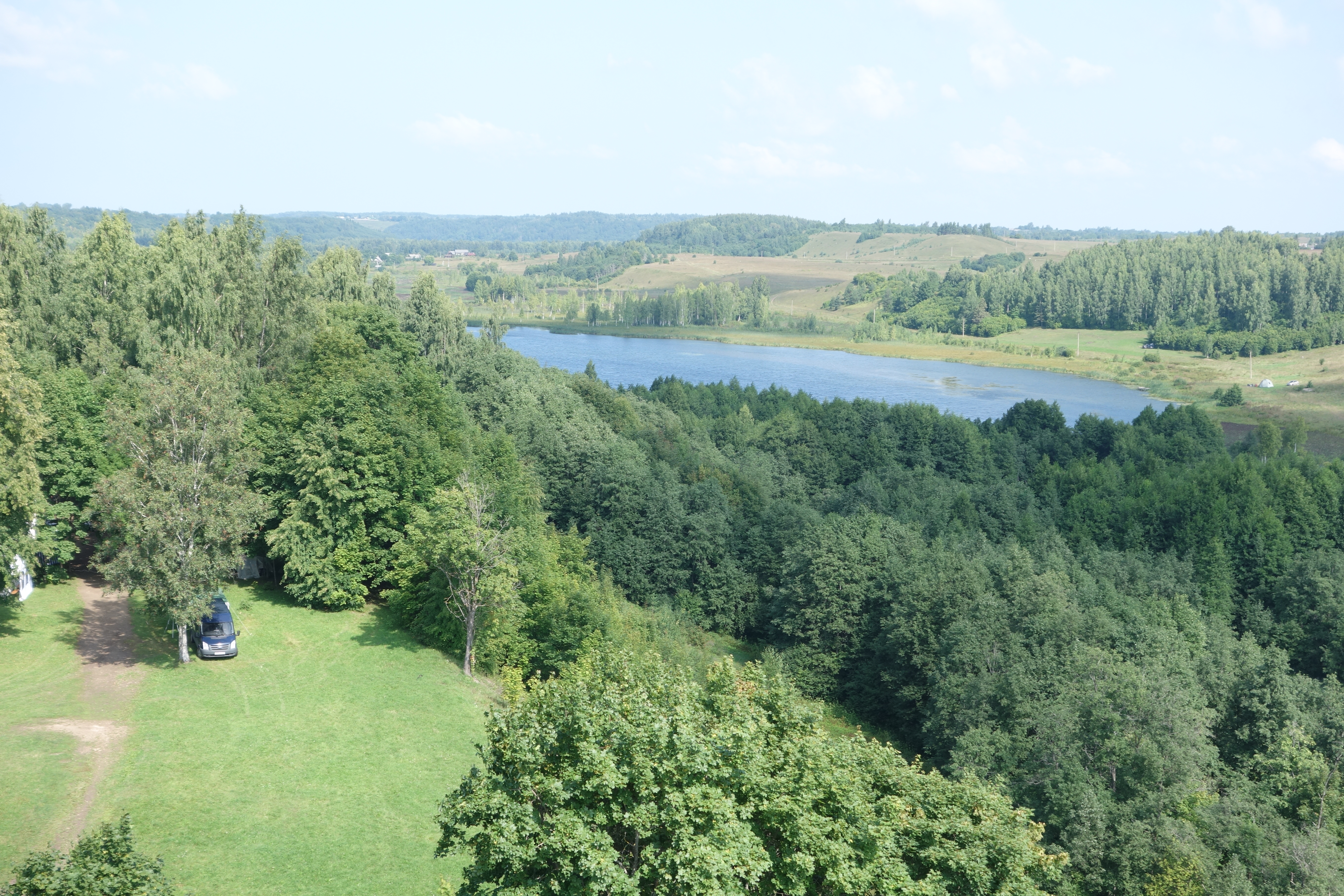
Vue d'ensemble.
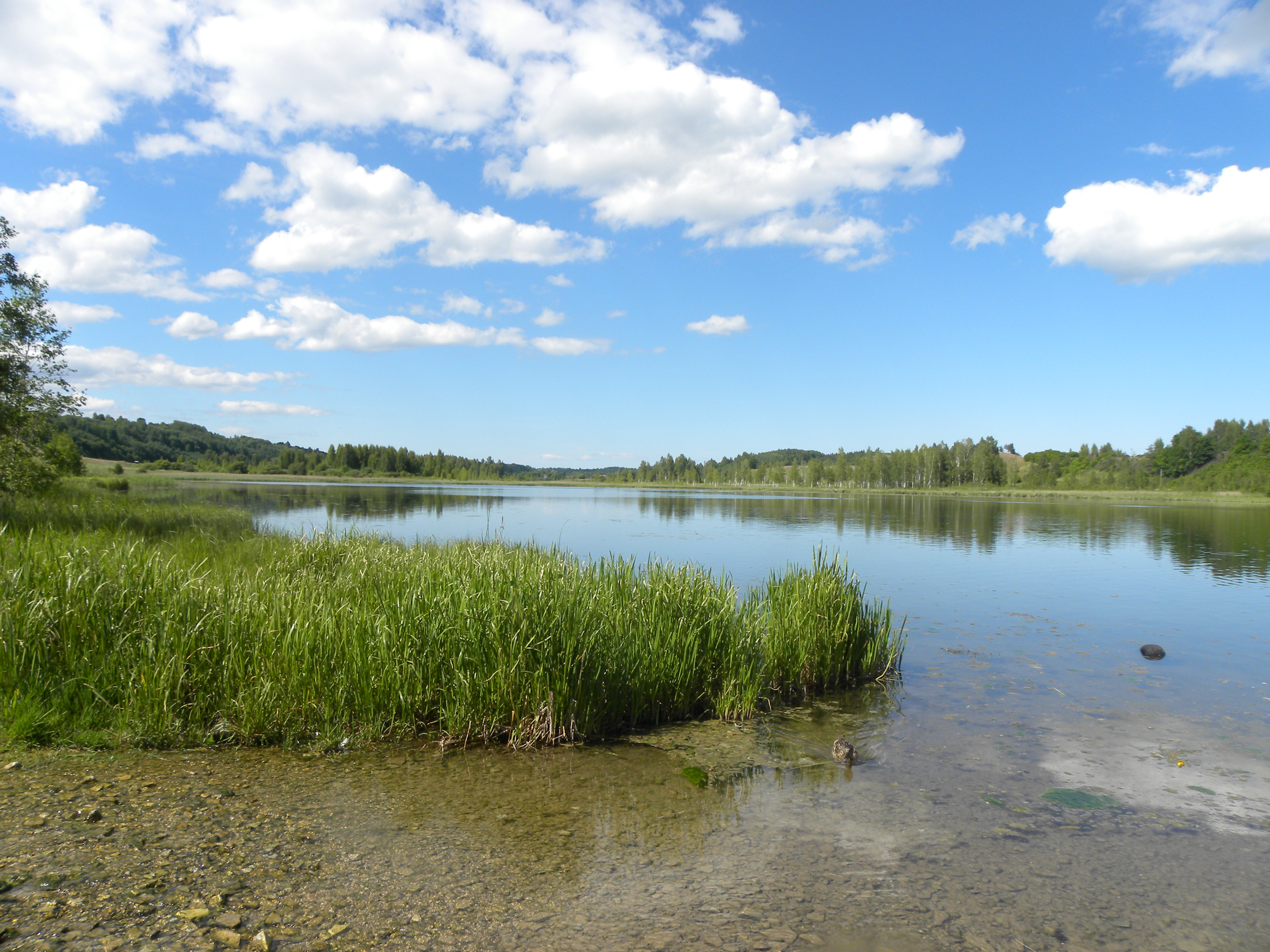
Une rive du lac.
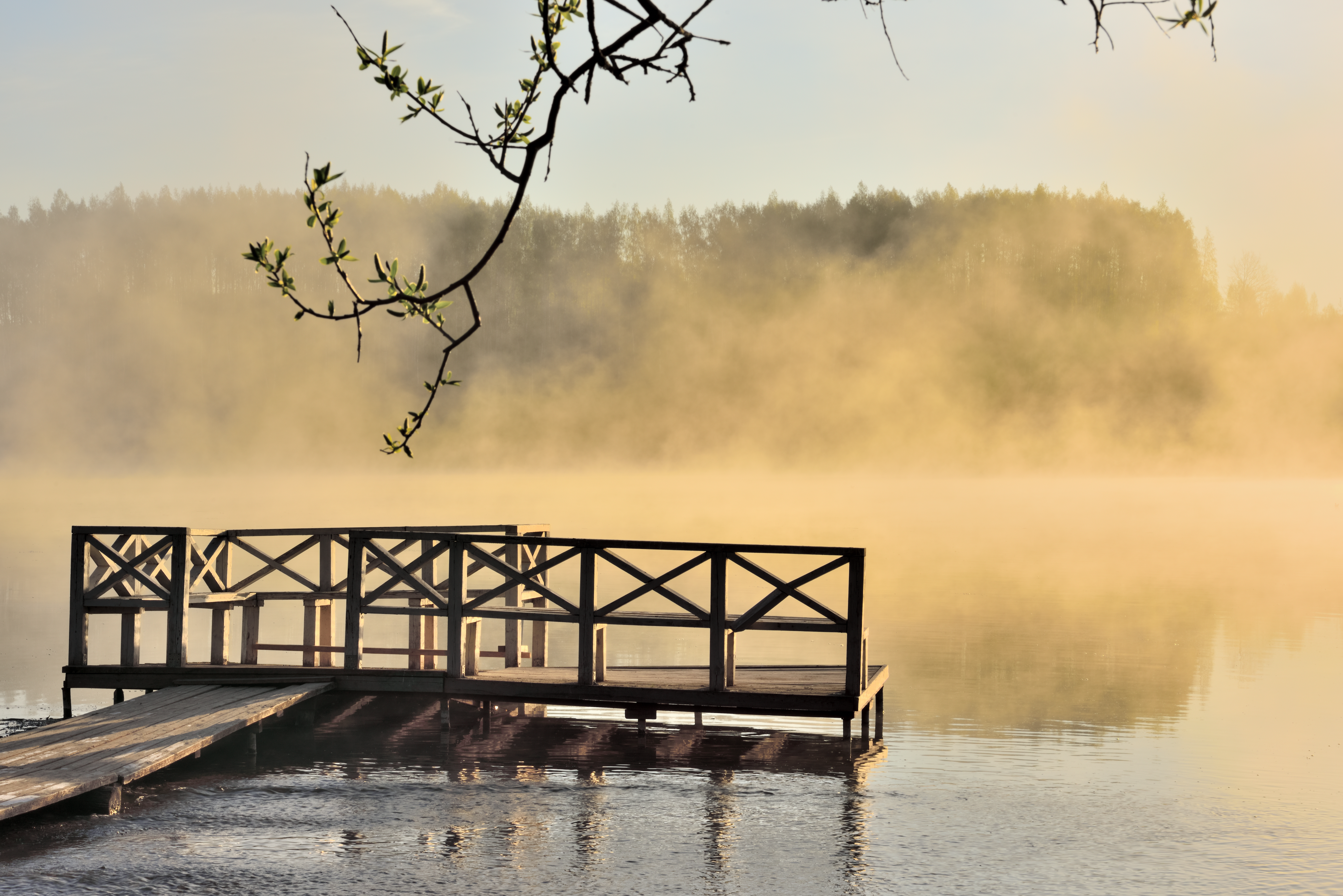
Brume matinale sur le lac.
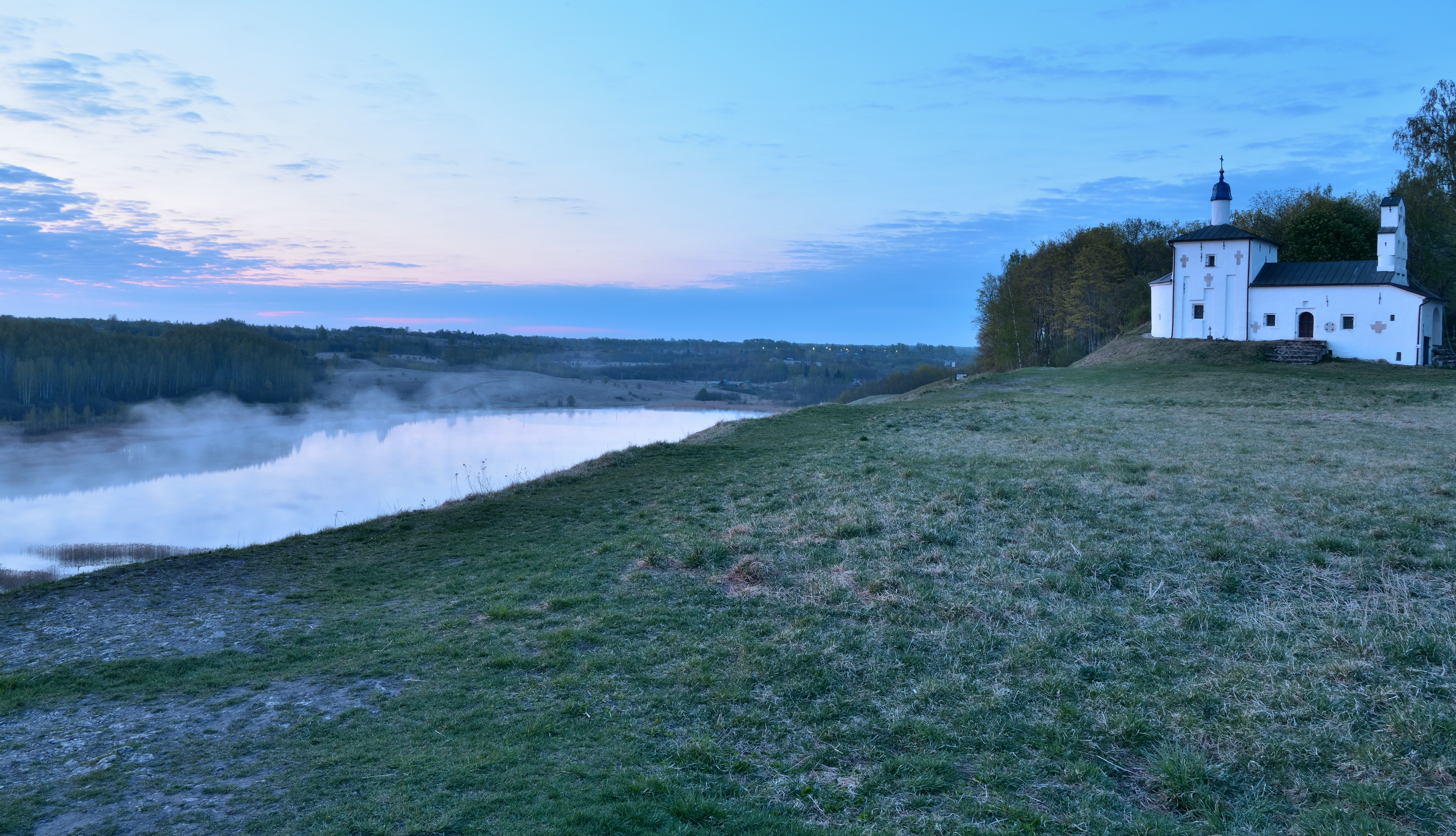
Le lac au couchant.

### Documentation officielle
- (ru) Branche de Pskov de l'Institution scientifique fédérale GosNIORH., Фонд водоёмов Псковской области [« Registre des lacs de l'oblast de Pskov »], Pskov, Comité d'État de l'oblast de Pskov pour les licences et la gestion des ressources naturelles,‎ 2008 (priroda.pskov.ru (Site officiel du Comité des ressources naturelles et de l'écologie de l'oblast de Pskov), lire en ligne [XLSX]).